# كراشية
الكراشية أو فصيلة سيراتوفيلليدي (الاسم العلمي: Ceratophyllidae)، هي فصيلة من الحشرات تتبع رتبة البرغوثيات من طائفة الحشرات. تتميز بتفلطح الجسم وتقرن سطحة والنظامِ المميز لتوزيع الشوكيات عليه، وعدد النقر الحساسة في القرص الدبري، وتضم كل أنواع البراغيث ذوات الأهمية الطبية والبيطرية.
وتضم فصيلتين فرعيتين، أحداهما تحوي أكثر 40 جنسًا والأخرى تحوي ثلاث أجناس فقط.
| فصيلة فرعية Ceratophyllinae - Aenigmopsylla - Aetheca - Amalaraeus - Amaradix - Amphalius - Baculomeris - Brevictenidia - Callopsylla - كراش (حشرة) - Citellophilus - Dasypsyllus - Eumolpianus - Glaciopsyllus - Hollandipsylla - Igioffius - Jellisonia - Kohlsia - Libyastus - Macrostylophora - Malaraeus - Margopsylla - جنس ميجابوثريس ‏ - Megathoracipsylla | فصيلة فرعية Ceratophyllinae (متواصل) - Mioctenopsylla - Myoxopsylla - جنس نوزوبسيللوس ‏ - Opisodasys - Orchopeas - جنس أوروبسيللا ‏ - Paraceras - Paramonopsyllus - Pleochaetis - Plusaetis - Rostropsylla - Rowleyella - Smitipsylla - Spuropsylla - Syngenopsyllus - جنس تارسوبسيللا ‏ - Thrassis - Traubella - Psittopsylla فصيلة فرعية Dactylopsyllinae - Dactylopsylla - Foxella - Spicata |

## أسر
- الكراشاوات

## أجناس
- الكراش